# Elachiptera viator
Elachiptera viator är en tvåvingeart som beskrevs av Nartshuk 1971. Elachiptera viator ingår i släktet Elachiptera och familjen fritflugor. Inga underarter finns listade i Catalogue of Life.